# どきどきしちゃうどっきどき
「どきどきしちゃうどっきどき」は、西明日香の楽曲。西の2枚目のシングルとして2017年10月25日にシーサイド・コミュニケーションズから発売された。

## 概要
表題曲である「どきどきしちゃうどっきどき」の作詞作曲は前山田健一（ヒャダイン）が担当した。西と前山田それぞれが文化放送超!A&G+のラジオ番組のパーソナリティを務めており、両番組を聴くラジオリスナーからの情報伝達を通して交流を持っていた。今回の曲作りにおいては、西がリクエストした通りの「お祭りのような明るい」曲調に仕上がっている。歌詞は、前山田がラジオリスナーから得た情報による「西明日香像」を元に作られたとされ、ユーモアのある内容となっている。カップリング曲「Tresure Chest」、「Everyday for ever」は表題曲とは一転して「キレイな西明日香」をテーマとして癒しのあるバラードに仕上がっているという。
販売形態は、初回特典生産盤（NAMC-004）、アニメイト限定盤（NAMC-005）、通常盤（NAMC-006）の3種。初回特典生産盤には、表題曲のミュージッククリップを収録したDVDが、アニメイト限定盤にはイベント「西明日香クリスマスショー」を収録したDVDが同梱される。

## シングル収録内容
| #  | タイトル                                      | 作詞       | 作曲                          | 編曲             |
| -- | --------------------------------------------- | ---------- | ----------------------------- | ---------------- |
| 1. | 「どきどきしちゃうどっきどき」                | 前山田健一 | 前山田健一                    | サイトウヨシヒロ |
| 2. | 「Tresure Chest」                             | ANCHOR     | 俊龍                          | ANCHOR           |
| 3. | 「Everyday for ever」                         | ANCHOR     | invisible manners (SUPA LOVE) | Left-Movers      |
| 4. | 「どきどきしちゃうどっきどき (Instrumental)」 |            |                               |                  |
| 5. | 「Tresure Chest (Instrumental)」              |            |                               |                  |
| 6. | 「Everyday for ever (Instrumental)」          |            |                               |                  |

## チャート成績
| チャート                          | 最高位 | 備考            |
| --------------------------------- | ------ | --------------- |
| オリコン（週間）                  | 36     | 2017年11月6日付 |
| Billboard Japan Top Singles Sales | 56     | 2017年11月6日付 |